# 謝敬忠
謝敬忠（1910年—2015年12月1日），生於日治台灣台南州台南市（今台南市），教師與企業家，曾任旗山國小校長，創辦功學社集團。

## 生平
謝敬忠在台南市出生，小學二年級時隨其父親搬到高雄州旗山郡（今高雄市旗山區）。其祖父謝德標，曾任清朝台南鎮台武官，人稱「總爺」；其父親謝子乾，曾任臺灣總督府臺南廳關帝廟支廳翻譯官。1915年西來庵事件後，日本軍警對於各地抗日份子嚴加看管，常有無辜民眾被抓；謝子乾在其職權內拯救許多民眾，獲得當地人民的敬愛。謝子乾辭職後，在旗山經營糕餅店「永新豐滿漢糕餅製造所」。
其家中有五個兄弟，一個妹妹，謝敬忠為長子，其餘兄弟分別為敬禮、敬智、敬信、敬節四人。
謝敬忠從小學開始就成績優異，柯光述曾為其小學導師。小學畢業後，考取臺灣總督府臺南師範學校（今國立台南大學）普通科，以第一名畢業，畢業後曾擔任旗山國民學校、蕃薯寮公學校甲仙埔分校教師。1930年，他與家中兄弟創立萬屋株式會社（後改名萬屋行），從事雜貨與學校文具買賣。
1945年，第二次世界大戰結束，中華民國政府取得台灣統治權。謝敬忠繼續擔任溪洲國小、鼓山國小教師，升任旗山國小校長。因應教育界由日文改為中文教育，精熟日文與漢文的謝敬忠，由其經營的萬屋行，出版多本由他編寫的參考書；其中，中日對照的《中日會話》、《全科自習書》，曾賣出幾十萬本。隨著參考書生意的發展，謝敬忠辭去校長，至台北經營參考書生意；1954年，與當時北師附小校長王鴻年等人組織「功學社學校學生參考書編輯委員會」，出版小學音樂等輔助教材。「功學社」名稱，取意於功在學校社會之意。
因為當時中華民國經濟部管制進出口貿易，謝敬忠利用「以貨易貨」的方法，以香蕉、鳳梨罐頭、筍絲等台灣農產品，向日本換來樂器、體育器材、科學儀器，用於學校教育。同時聯合各校父兄會以學校名義申請，進口日本山葉鋼琴。1966年謝敬忠成立功學社貿易股份有限公司，因為與日本山葉公司關係良好，成為他們在台灣的代理商。
隨著進口樂器及音樂教材，功學社走向代工生產之路。在取得山葉樂品代理權後，在台北縣蘆洲市設立工廠，生產雙燕牌及蝴蝶牌口琴。後與日本山葉樂器公司合資，成立台灣山葉樂器製造股份有限公司，在台灣桃園龍潭，生產山葉鋼琴、電子琴。1975年，成立財團法人山葉音樂振興基金會，開始經營YAMAHA音樂教室，走向音樂教育之路。
在1960年代，功學社進口山葉機車。1963年，開始自行組裝製造。
1972年，功學社成立自行車事業部，開始生產自行車。謝敬忠除了自行車製造外，擔任了兩屆自由車協會理事長，致力於培養台灣本土自行車選手。
1986年，功學社與山葉機車合資成立台灣山葉機車。
2015年12月1日，謝敬忠逝世，享壽106歲。

## 家庭
其子謝文河（曾任功學社總經理）、謝政寬。

## 傳記
盧家珍編撰《超級阿公：功學社總裁謝敬忠不一樣的經營之路》，財經傳訊出版，2011年。